# Qiam 1
El Qiam 1 (persa: قیام-١, "Alçat-1") és un míssil balístic de curt abast dissenyat i construït per l'Iran. Va ser desenvolupat a partir del Shahab-2 iranià, una còpia amb llicència del Hwasong-6 nord-coreà, tots els quals són versions del míssil soviètic Scud -C. El Qiam 1 va entrar en servei el 2010, amb un abast de 800 km (500 milles) i una precisió de 10 m (33 peus) (CEP).